# Cyclaulacidea rominus
Cyclaulacidea rominus är en stekelart som beskrevs av Leathers 2005. Cyclaulacidea rominus ingår i släktet Cyclaulacidea och familjen bracksteklar. Inga underarter finns listade i Catalogue of Life.